# Mikael Hellström
Pour les articles homonymes, voir Hellström.
Mikael Hellström, né le 11 mars 1972 en Suède, est un footballeur suédois, évoluant au poste de défenseur ou milieu gauche. Au cours de sa carrière, il évolue au Hammarby IF ainsi qu'en équipe de Suède.
Hellström ne marque aucun but lors de son unique sélection avec l'équipe de Suède en 1999. 

## Biographie

### En club
Avec le club d'Hammarby IF, il dispute un total de 301 matchs dans les championnats suédois, pour 18 buts inscrits.
Il est sacré champion de Suède en 2001 avec cette équipe, ce qui lui permet de disputer la saison suivante un match de Ligue des champions contre le Partizan Belgrade.

### En équipe nationale
Il reçoit son unique sélection avec l'équipe de Suède le 27 mai 1999, en amical contre la Jamaïque.

## Carrière de joueur
- 1990-2004 :  Hammarby IF

## Palmarès

### En équipe nationale
- 1 sélection et 0 but avec l'équipe de Suède en 1999[1].

### Avec l'Hammarby IF
- Vainqueur du championnat de Suède en 2001